# 軫宿三
軫宿三（δ Crv/烏鴉座δ），其英文傳統名稱為Algorab，是一顆位于南天星座烏鴉座的恆星三等星，距离太阳87光年。

## 恒星特性
轸宿三有2.5倍太阳质量，造成它的光度比太阳高的多，约是60倍太阳光度。表面温度10,400K，散发出白色的光芒。它的恒星分类为A0V-IV，但是它的光度比主序星还要高一些。因此它可能是个年龄2.6亿的次巨星，已经快要耗尽核心的氢并且正在演化离主序带，或是320万年的前主序星，还没有完全凝聚并且在主序带上稳定下来。
1823年，英国天文学家James South和约翰·赫歇尔发现轸宿三是一个双星。从那时起，两星的相对位置都没有改变。9.3等的伴星，HR 4757 B，恒星分类K2Ve，角距离24.2弧秒，位置角214°。虽然两星有相同的自行，年龄的明显差距代表它们可能不是有物理关联的。
2006年的研究发现轸宿三没有代表星周物质存在红外线超量，但是更热的星际尘埃在2014年的一个研究被检测到。